# Nick Coleman (columnista)
Nicholas J. (Nick) Coleman (Saint Paul, Minnesota; 26 de junio de 1950 - Saint Paul, 16 de mayo de 2018) fue un periodista y columnista estadounidense.

## Carrera
Fue columnista del Star Tribune (periódico de carácter diario publicado en Mineápolis), y que es conocido por destapar hechos de corrupción asociados al fraude multimillonario llevado adelante por Tom Petters, y por ser finalista del Premio Pulitzer.
Coleman comenzó su carrera en el Star Tribune en 1973, para posteriormente pasar a ser un columnista de noticias en el St. Paul Pioneer Press en 1986, retornando luego en 2003 al medio escrito que lo vio nacer. A lo largo de su carrera en tanto, ha publicado más de 3.000 columnas periodísticas y 300 comentarios de televisión sobre tópicos relacionadas con política, materias indígenas y el proceso de paz llevado a cabo en Irlanda del Norte, así como también ha realizado dos talk shows radiales y comentarios de TV en KTCA-TV y KMSP-TV.
Falleció el 16 de mayo de 2018 a los 67 tras sufrir un derrame cerebral masivo.